# Балка Горіхова (заказник)
Балка Горіхова — ландшафтний заказник місцевого значення. Сама балка починається у Донецькій області, але більша її частина, котра є заказником, пролягає по території Межівського району біля села Новопавлівка, що на Дніпропетровщині. Балка знаходиться між річками Солоною та Вовчою.
Площа заказника — 1297,1 га, створений у 2011 році.
Важливу роль в територіальній цілісності Балки Горіхова відіграє ділянка долини річки Вовча, що тягнеться вузькою смугою від міжобласного кордону до місця злиття Вовчої з Солоною, неподалік с. Філія. Екосистема Балки є степовим угрупуванням ділянок річок, острівців, лісу та очеретово-рогозових та осокових боліт, що знаходяться у широкій низовині при злитті Балки Горіхової та річки Солоної, Мокрі Яли та Вовчої.

## Історія
Утворений 6 квітня 2011 року.

## Галерея

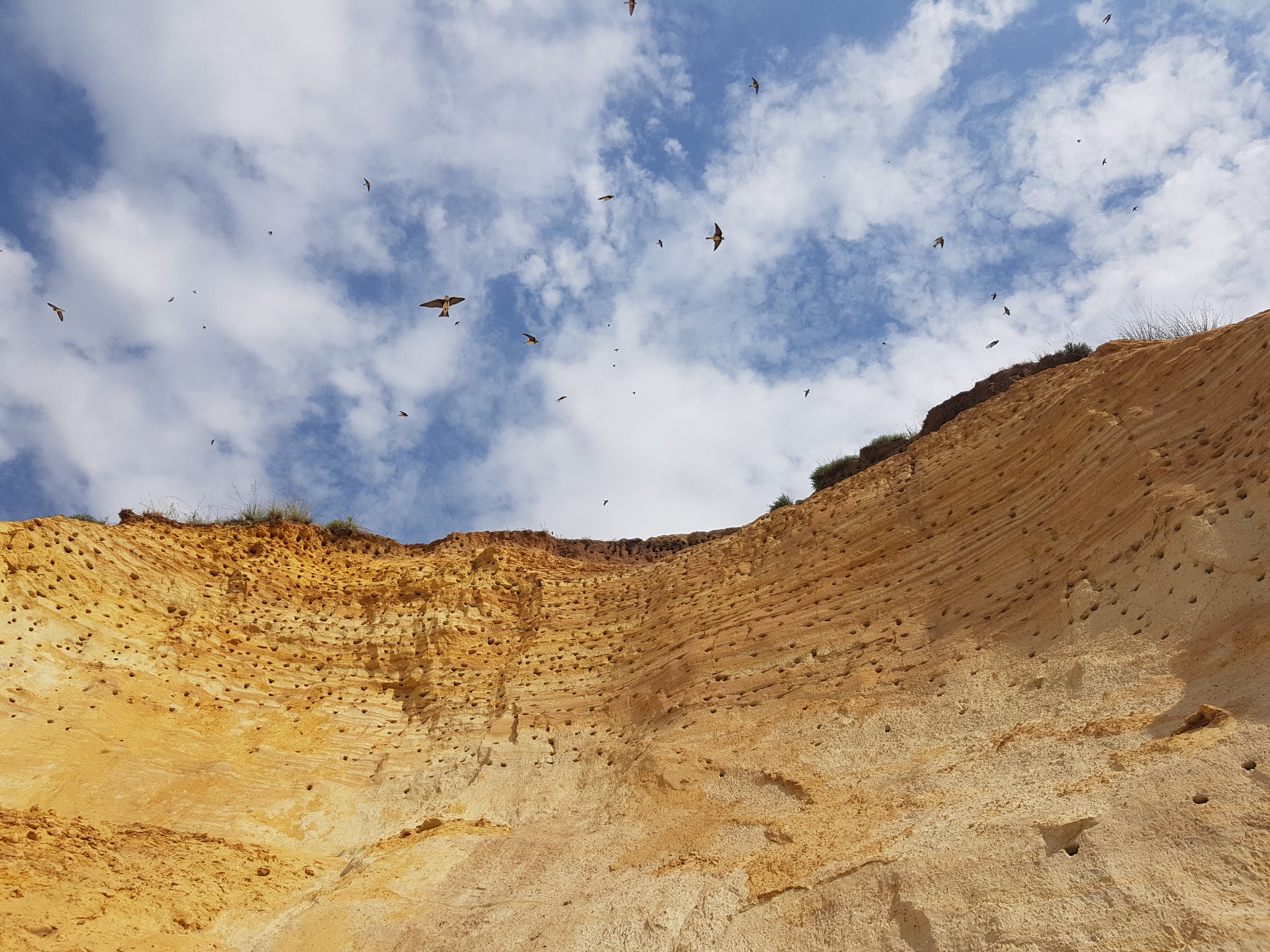
Балка Горіхова, берегові ластівки над піщаним кар'єром
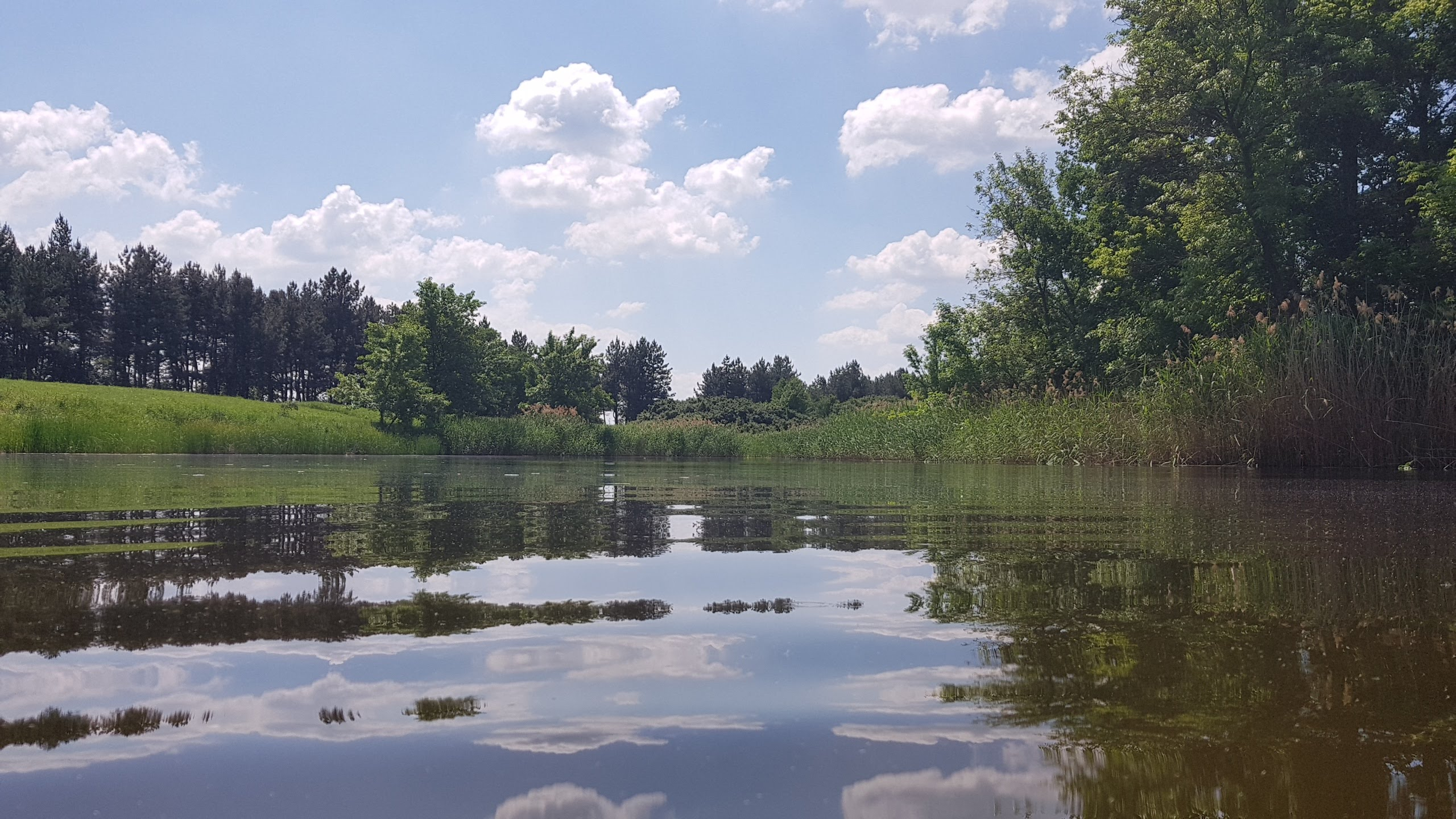
Балка Горіхова, р. Вовча
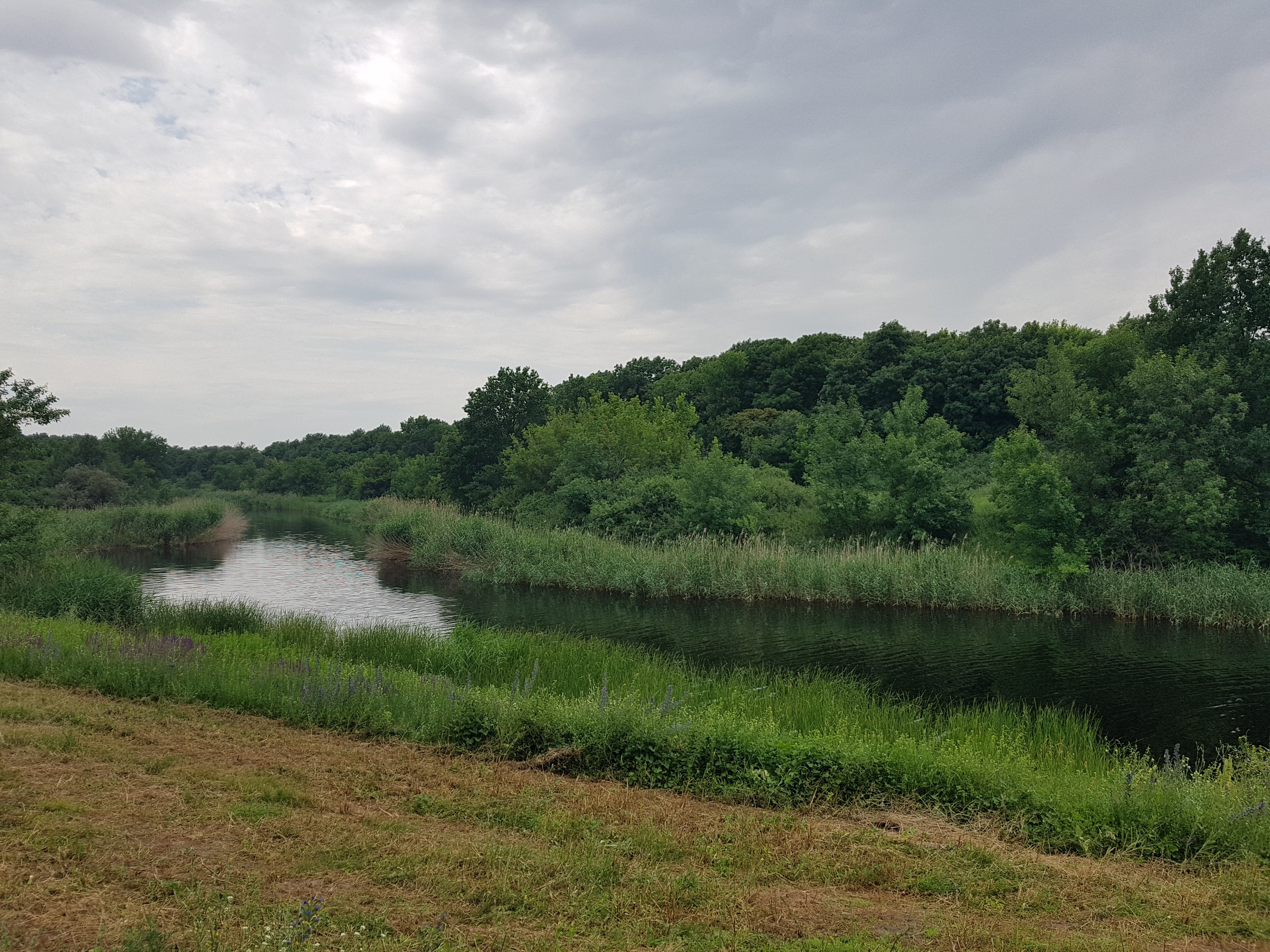
Балка Горіхова, берегова лінія р. Вовча